# Gobernación de Áqaba
Áqaba (en árabe: العقبة al-‘aqabah) es una de las gobernaciones que dividen políticamente a Jordania, localizada al sur de Amán, la capital de Jordania. Su capital es la ciudad de Áqaba. Áqaba, el puerto en el mar Rojo, juega un papel importante en la vida económica de Jordania y tiene mucha atracción para ofrecer al veraneante. El puerto es el más importante del país. El puerto industrial se localiza a una distancia de las playas y los hoteles, para que las actividades turísticas no sean afectadas. 
Posee una superficie de 6583 km², y una población de 101 736 habitantes (según datos del censo del año 2004). 

## División interna
Se subdivide en tres áreas o nahiyas:
- Al-Aqaba
- Al-Quwayra
- Wadi Araba

## Arqueología

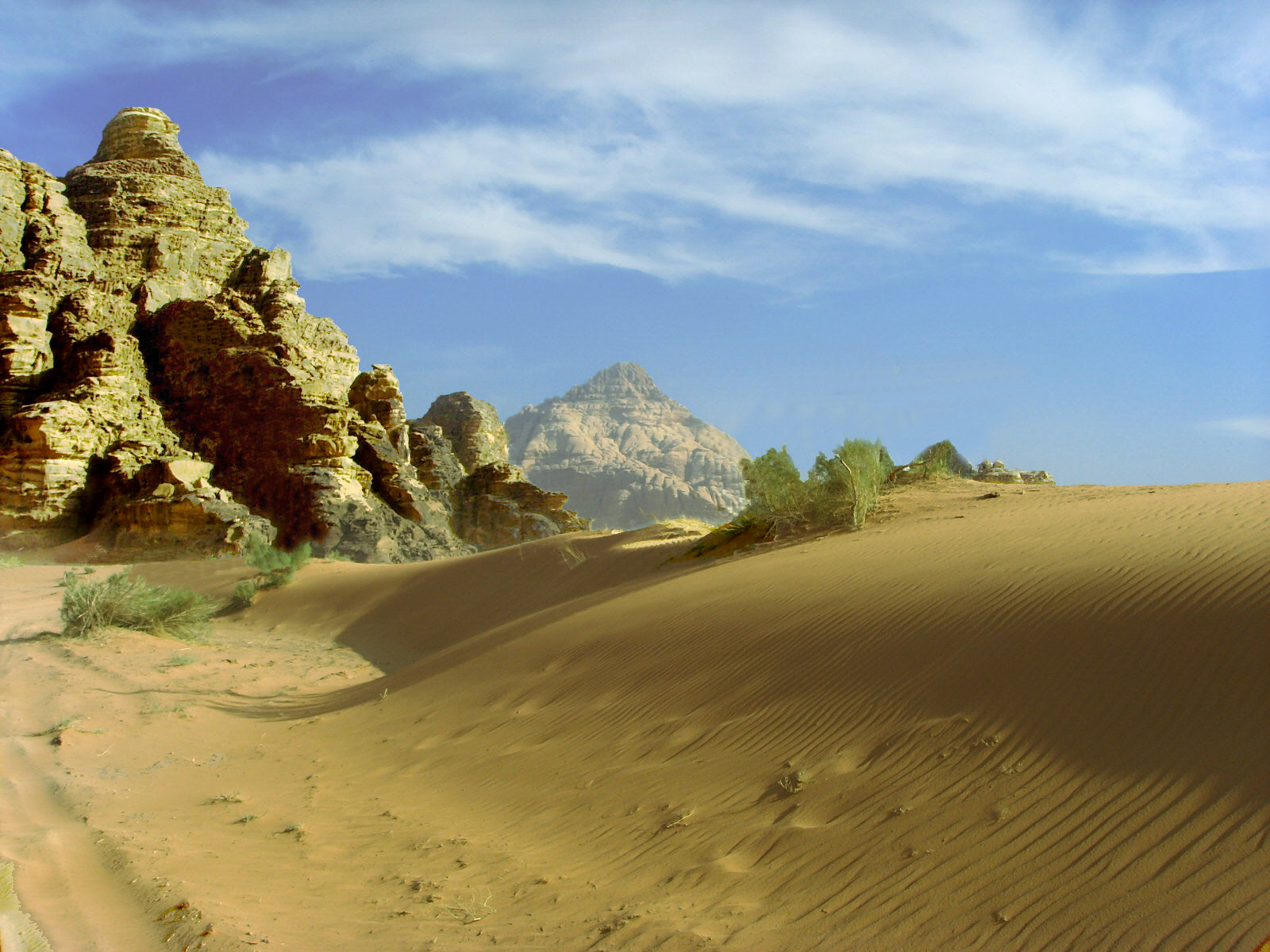
Wadi Rum

El mayor tesoro arqueológico de la región es Petra. Petra está sobre una sección del Gran Valle del Rift que corre del golfo de Aqaba sobre mar Rojo hasta el mar Muerto.
- Datos: Q260796
- Multimedia: Aqaba Governorate / Q260796